# GeeXboX
 (septembre 2012).
 (septembre 2012).
GeeXboX est un live CD léger (environ 136 Mo) basé sur Linux et MPlayer. Il permet de transformer (presque) n'importe quel ordinateur en véritable media center. Il existe un portage non officiel de GeeXboX pour la Wii.

## Caractéristiques
L'objectif principal de ce live CD est de transformer un PC en un lecteur multimédia. Les codecs qui peuvent être utilisés sont très vastes, il suffit de se rendre compte des capacités de MPlayer pour s'en convaincre. Un des avantages est de pouvoir graver les fichiers multimédias avec l'ensemble de logiciels nécessaire pour la visualisation ou l'écoute. Sans avoir besoin d'installer quoi que ce soit sur un ordinateur, ni d'en modifier la configuration.

### Supports
Bien évidemment, le live CD exploite l'ensemble des supports accessibles sur la machine, ceci sans aucun pilote additionnel :
- Lecteur DVD/CD
- Disques durs
- Disques USB (Clé USB)
- Cartes d'acquisition Vidéo / Cartes Tuner
- Montages réseau
- Flux streaming

### Codecs
Les codecs pré-installés sont très nombreux, (il est également possible d'y ajouter des codecs propriétaires non inclus dans la version de base) :
- DVD Vidéo
- Vidéo CD
- Super Vidéo CD
- CD-Rom
- Blu-ray non-chiffré
- MPEG1 et MPEG2
- DivX ou XviD
- h264
- RealMedia (RM)
- Matroska (MKV)
- Windows Media Video (WMV)
- etc.

### En plus
Le live CD permet en plus:
- Utilisation des sous-titres
- Sélection des canaux audio multiples (pour avoir différentes langues sur un seul film)
- Utilisation de la sortie TV OUT (si présente).
- Lecture des fichiers musicaux (MP3 et Ogg Vorbis)
- Diaporama (JPG).
- Gestion de l'interface avec la majeure partie des télécommandes existantes sur PC, ou avec un joystick, à défaut avec le clavier.
- En option: Telnet, Serveur Web, Serveur FTP sur la machine GeeXboX.

## Installation
Plusieurs options sont possibles pour la récupération de l'application:
1. Live CD seul (.iso) à graver.
2. Ensemble de fichiers (.tgz) permettant de générer un live CD (.iso) avec du contenu personnalisé. Fonctionne sous Windows, Linux ou Mac.
3. Sources (.tgz)

L'ensemble des logiciels destinés à faire fonctionner le PC tient dans environ 20Mo, cela permet de graver un ou plusieurs fichiers multimédia avec le live CD, et donc de rendre le CD ou le DVD bootable, avec lecture directe du (ou des) fichier(s) multimédia.
L'installation sur disque dur ou sur une clé USB à partir du live CD est ensuite toujours possible.

### Architecture
Les premières versions de GeeXboX ont été conçues pour PC (architecture x86). Depuis le 15 août 2005, GeeXboX est aussi disponible pour les architectures PowerPC, Macintosh, etc.

### Licence
GeeXboX est disponible gratuitement, sous licence GPL.
De ce fait, certains codecs propriétaires font défaut dans la version de base, il est tout de même possible de les faire installer.